# بالسالازید
بالسالازید (انگلیسی: Balsalazide) یک داروی ضد التهابی است که در درمان بیماری التهابی روده به کار می‌رود.

این دارو معمولاً به عنوان نمک دی سدیم تجویز می‌شود. بالسالازید مزالازین را که به نام اسید 5-آمینوسالیسیلیک یا 5-ASA نیز شناخته می‌شود، در روده بزرگ آزاد می‌کند. مزیت آن نسبت به آن دارو در درمان کولیت اولسراتیو انتقال عامل فعال از روده کوچک به روده بزرگ است که جایگاه ایجاد کولیت اولسراتیو است. این دارو در گروه داروهای ضدروماتیسمی اصلاح کننده بیماری (DMARDs) قرار دارد.